# Alsodes coppingeri
Az Alsodes coppingeri a kétéltűek (Amphibia) osztályának békák (Anura) rendjébe és az Alsodidae családba tartozó faj.

## Előfordulása
Az Alsodes coppingeri Chile endemikus faja, csak az ország egyetlen területén, a dél-chilei Wellington-sziget keleti partján, Riofrío kikötőfalu környékén honos.